# La Unión, Acatlán
La Unión är en ort i Mexiko.   Den ligger i kommunen Acatlán och delstaten Hidalgo, i den sydöstra delen av landet, 120 km nordost om huvudstaden Mexico City. La Unión ligger 2 137 meter över havet och antalet invånare är 267.
Terrängen runt La Unión är platt åt sydost, men åt nordväst är den kuperad. Runt La Unión är det tätbefolkat, med 286 invånare per kvadratkilometer. Närmaste större samhälle är Tulancingo, 17,2 km söder om La Unión. Omgivningarna runt La Unión är en mosaik av jordbruksmark och naturlig växtlighet.